# SV VELO Wateringen

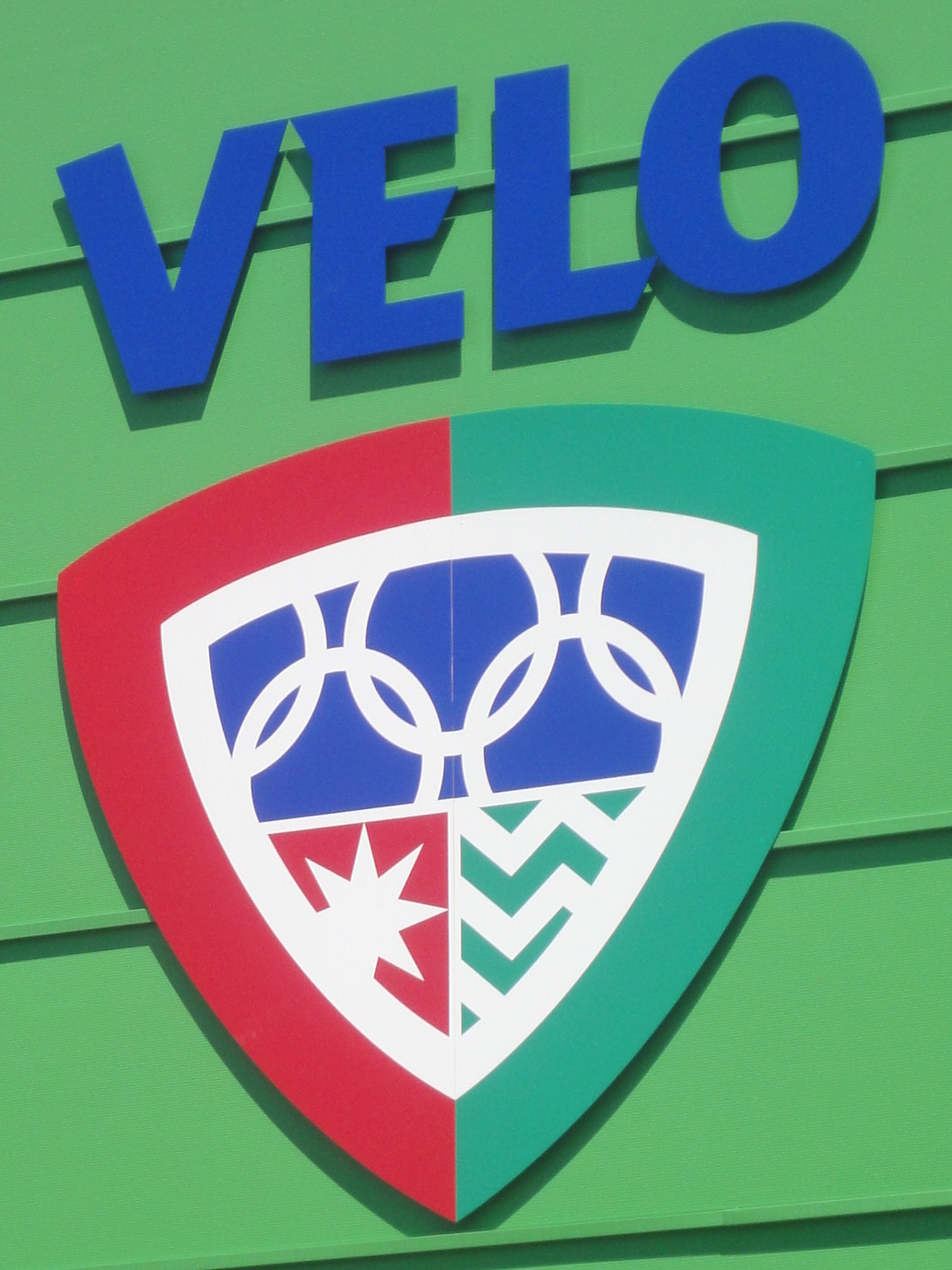
VELO

Der SV VELO Wateringen (abgekürzt für Sportvereniging Verdedig en Loop Op Wateringen) ist ein niederländischer Mehrspartensportverein aus Wateringen.

## Geschichte

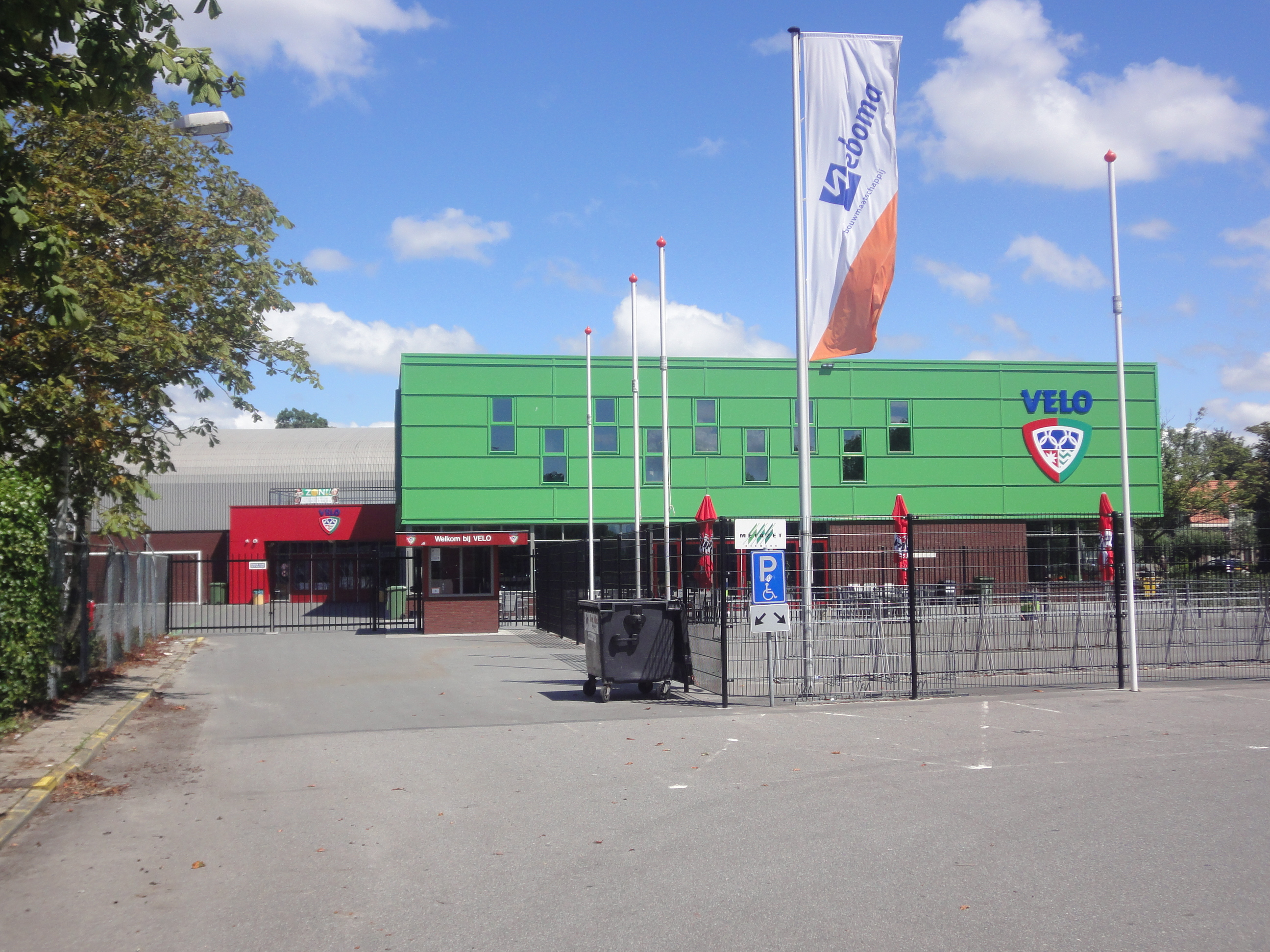
VELO Sportstätte

Der Verein wurde am 14. Juli 1930 als Fußballverein gegründet. Im Laufe der Jahrzehnte folgte die Gründung weiterer Abteilungen (Handball 1949, Ryu Ha 1960, Badminton 1966, Volleyball 1972, Fiets Tour Club Westland 1974, Boules 1991). Besonders im Badminton erreichte der Verein zahlreiche Erfolge.

## Abteilungen

### Badminton

#### Bekannte Spieler
| - Kees Arkesteyn - Dennis Tjin Asjoe - Mia Audina - Norbert van Barneveld - Maaike de Boer - Gerben Bruijstens - Jane Crabtree - Tijs Creemers - Rachel van Cutsen - Dennis van Daalen de Jel - Marcel Daniels - Jeroen van Dijk | - Bernadette Duijndam - Cock Duijvesteijn - Jan Gerritse - Lonneke Jansen - Astrid van der Knaap - Ivan Kristanto - Carol Liem - Lisa Malaihollo - Rune Massing - Remco Muyris - Dicky Palyama - Hans Reith | - Ed Romeijn - Jan van Rossum - Uun Santosa - Ginny Severien - Terry Smit - Jeroen Steffers - Rikkert Suijkerland - Jimmy Telwin - Seno The - Karin van der Valk - Nathalie Verhoeff |

#### Erfolge
| Saison | Veranstaltung                         | Disziplin  | Platz | Name          |
| ------ | ------------------------------------- | ---------- | ----- | ------------- |
| 1985   | Niederlande: Mannschaftsmeisterschaft | Mannschaft | 1     | Kawasaki Velo |
| 1988   | Niederlande: Mannschaftsmeisterschaft | Mannschaft | 1     | BC Velo       |
| 1989   | Niederlande: Mannschaftsmeisterschaft | Mannschaft | 1     | BC Velo       |
| 1990   | Niederlande: Mannschaftsmeisterschaft | Mannschaft | 1     | BC Velo       |
| 1990   | Europapokal                           | Mannschaft | 2     | BC Velo       |
| 2011   | Europapokal                           | Mannschaft | 2     | Velo          |